# Вицекралство Рио де ла Плата
Вицекралство Рио де ла Плата (на испански: Virreinato del Río de la Plata) е историческо испанско вицекралство в Южна Америка, образувано върху части от териториите на съвременните държави Аржентина, Уругвай, Боливия и Парагвай. Създадено през 1776 г. чрез отделяне от Вицекралство Перу. През май 1810 г., в резултат на Майската революция, последният назначен вицекрал в Буенос Айрес – Балтасар Идалго де Киснерес, е отстранен от власт. През 1814 г. след превземането на Монтевидео, вицекралството престава да съществува. Столици – Буенос Айрес (1776 – 1810) и Монтевидео (1810 – 1814).

## Списък на испанските вицекрале на Рио де ла Плата
- Педро де Кебальос (1777 – 1778)
- Хуан Хосе де Вертис и Салкедо (1778 – 1784)
- Николас дел Кампо (1784 – 1789)
- Николас де Аредондо (1789 – 1795)
- Педро Мело де Португал и Вилена (1795 – 1797)
- Антонио Олагуер Фели (1797 – 1799)
- Габриел де Авилес (1799 – 1801)
- Хоаким дел Пино и Росас (1801 – 1804)
- Рафаел Собремонте (1804 – 1807)
- Сантяго де Линиерс (1807 – 1809)
- Балтасар Идалго де Киснерес (1809 – 1810)
- Франциско Хавиер де Елио (в Монтевидео: 1811 – 1812)